# Lill-Gåstjärnen (Degerfors socken, Västerbotten, 716608-168492)
Lill-Gåstjärnen är en sjö i Vindelns kommun i Västerbotten och ingår i Sävaråns huvudavrinningsområde.